# Universidade de Paris
A Universidade de Paris (em francês Université de Paris) é uma das mais antigas instituições de ensino superior da Europa, e localiza-se na França. Já não existe como uma única universidade, uma vez que, em 1970, foi dividida em treze universidades independentes umas das outras.
Em 2019 uma instituição denominada Universidade Paris Cité ressurgiu após a reunião das universidades Paris Descartes (Paris V) e Denis Diderot (Paris VII), estabelecidas após a divisão da Universidade de Paris em 1970.

## História

### Primórdios
Foi fundada aproximadamente no ano de 1170, a partir da escola da catedral de Notre-Dame. Era comum haver escolas junto às catedrais na França na época. O bispo era quem nomeava os professores e controlava o ensino por meio de seu Chanceler ou Secretário Geral do Bispado.
Quando o sempre crescente número de estudantes fez com  que a escola de Notre-Dame se tornasse insuficiente para abrigá-los, os professores particulares foram autorizados a abrir escolas ao redor da catedral. Estes mestres, para defender seus interesses e suas ideias, se reuniram e se associaram formando a sua "corporação", uma "Universitas", um modo de união à semelhança dos modernos sindicatos. Assim surgiu, por volta de 1170, a Universidade de Paris.
Cada mestre, ou grupo de mestres, tinha sua própria escola; quando a corporação tinha que deliberar sobre algum assunto de interesse comum, eles em geral se reuniam em uma ou outra igreja. A organização dessas reuniões bem como a representação dos mestres perante a Igreja e o governo fez surgir o posto e a figura do Reitor. Os assuntos e as disciplinas e as necessidades práticas comuns a várias escolas terminaram por promover o agrupamento em escolas maiores, as faculdades.

### Século XII

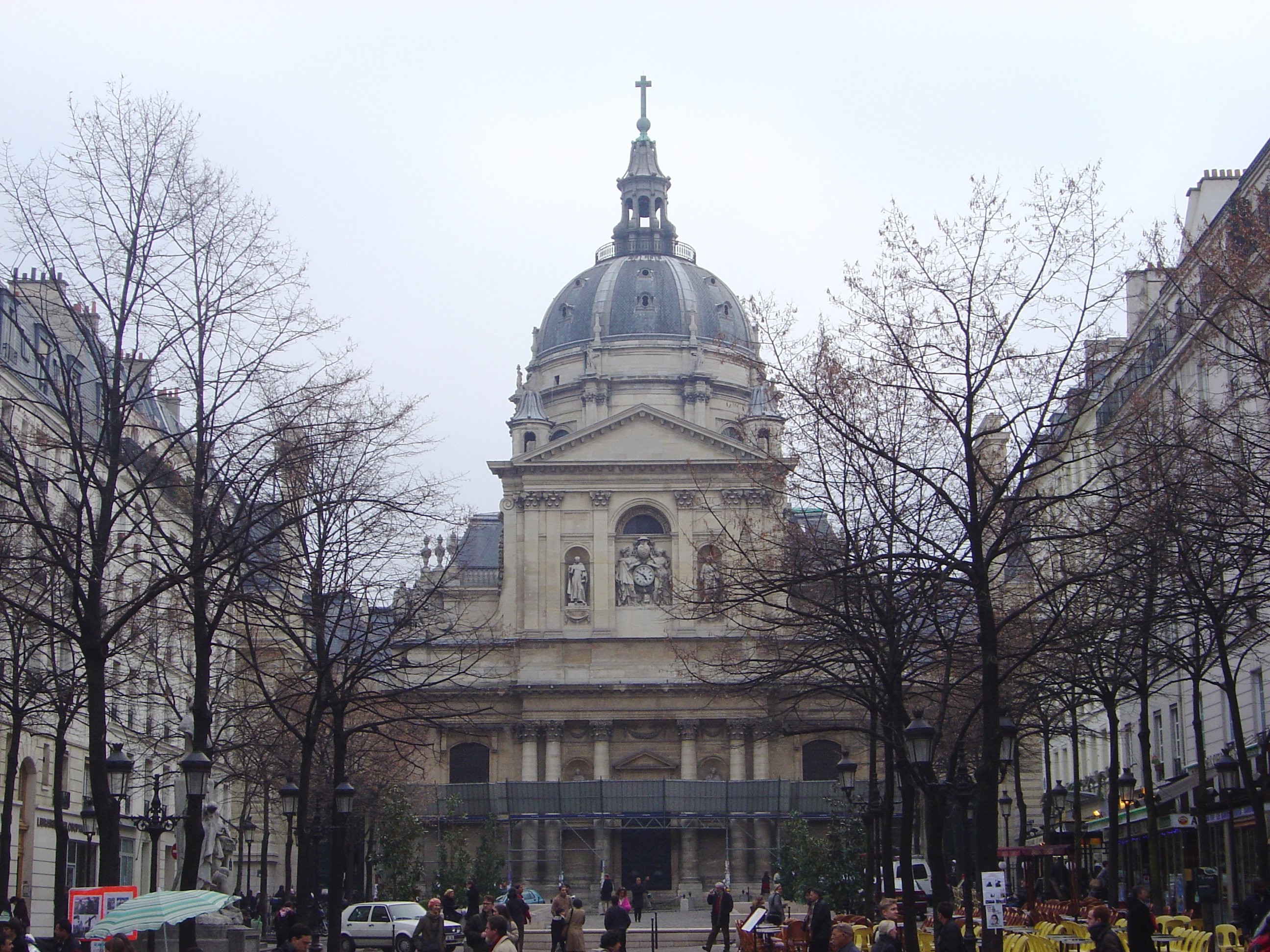
A capela da Sorbona

No início do século XII, Abelardo, um dos grandes intelectuais da Idade Média, veio ensinar em Paris e sua fama atraiu milhares de estudantes para a escola catedralícia, vindos de todos os países do mundo cristão. As escolas se expandiram para a outra margem do rio Sena, no monte Sainte Geniève, onde Abelardo ensinou. Lá se encontra ainda a famosa rue du Fouarre, no quartier Latin, onde os mestres da Faculdade das Artes tinham suas escolas; mais adiante encontra-se a igreja de Saint-Julien-le-Pauvre, onde muitas vezes se reuniu a velha corporação ou "Universidade" dos professores.
Com o apoio papal, a Universidade de Paris tornou-se o grande centro transalpino de ensino teológico. Durante os anos 1220, as ordens mendicantes Dominicana e Franciscana dominaram o ensino na Universidade que, ao final do século XIII e durante o século XIV foi o maior centro de ensino de toda a cristandade, particularmente em Teologia. Entre seus professores mais famosos contam-se, além de Abelardo, Alexandre de Hales, São Boaventura, Santo Alberto Magno, e São Tomás de Aquino. A universidade ficou dividida em quatro faculdades: três "superiores" compreendendo a de Teologia, a de Direito Canônico, e a de Medicina, e uma "inferior", a Faculdade de Artes.

### Século XVIII
No decurso dos séculos XVI e XVII a universidade de Paris tornou-se um conglomerado de colégios, à semelhança das universidades inglesas. Os colégios foram inicialmente pensionatos de estudantes, aos quais se acrescentaram depois salas de aula onde os mestres vinham ensinar. Esta é a época em que os Jesuítas foram autorizados a abrir seus Colégios. Os padres da Companhia de Jesus atraíram muitos jovens para os seus colégios, conhecidos pela alta qualidade do ensino.
Com a Revolução Francesa (1789-1799) a universidade foi proibida de funcionar. Todas as universidades francesas foram fechadas pela Lei Le Chapelier, bem como todas as demais corporações de ofício. Mais tarde, Napoleão reabriu a universidade, organizando-a em toda a França de acordo com um modelo centralizado.

### Século XX
Os principais prédios da universidade, apesar de não serem contíguos, têm por centro o edifício da Sorbonne. Esta, originária de uma escola fundada pelo teólogo Robert de Sorbón ao redor de 1257, foi o mais famoso colégio de Paris. Sua proximidade da faculdade de estudos teológicos, e o uso do seu auditório para grandes debates, fez o nome Sorbonne tornar-se a designação popular para a faculdade de teologia de Paris.
Sua localização atual, no Boulevard Saint-Michel, data de 1627 quando Richelieu a reconstruiu a suas custas. Desde o século XVI, por ser a faculdade mais importante, a Sorbonne acabou por ser considerada como o núcleo principal da Universidade. Sorbonne e Universidade de Paris passaram a ser sinônimos. Porém, os edifícios antigos da Sorbonne foram demolidos, com exceção da igreja erguida por Richelieu e onde está seu túmulo, a qual foi incorporada à construção nova, que forma um retângulo de 21 000 metros quadrados, três vezes maior que a Sorbonne erguida pelo Cardeal. Alberga a faculdade de letras, a administração do distrito educacional com centro em Paris e os serviços administrativos da Universidade: gabinete do reitor, escritórios, o salão do conselho e o grande anfiteatro para três mil pessoas.
Nos anos de 1960, a Universidade de Paris, mediante uma política de ingresso capaz de atrair um número maciço de jovens estrangeiros vindos de países economicamente subdesenvolvidos, tornou-se um centro mundial de difusão do socialismo, do marxismo, do comunismo, do anarquismo e do antiamericanismo, superando neste afã a própria Universidade Patrice Lumumba, que fora criada especificamente para esse fim em Moscou, no início da mesma década. Como resultado dessa política, a própria estrutura de organização universitária foi criticada pelo levante estudantil de maio de 1968, que desencadeou uma onda de rebeldia estudantil ao redor do mundo. Nessa fase, o número de estudantes da Universidade havia subido a mais de 115.000.
Após a crise, o governo de direita procedeu a uma reforma geral profunda na organização do ensino superior francês, através do Ato de reforma da educação superior, do mesmo ano de 1968. Com base nesse ato, em 1970 a Universidade de Paris foi dividida em 13 universidades autônomas e financiadas pelo Estado, localizadas principalmente em Paris (Paris I a XIII).

## Universidades atuais

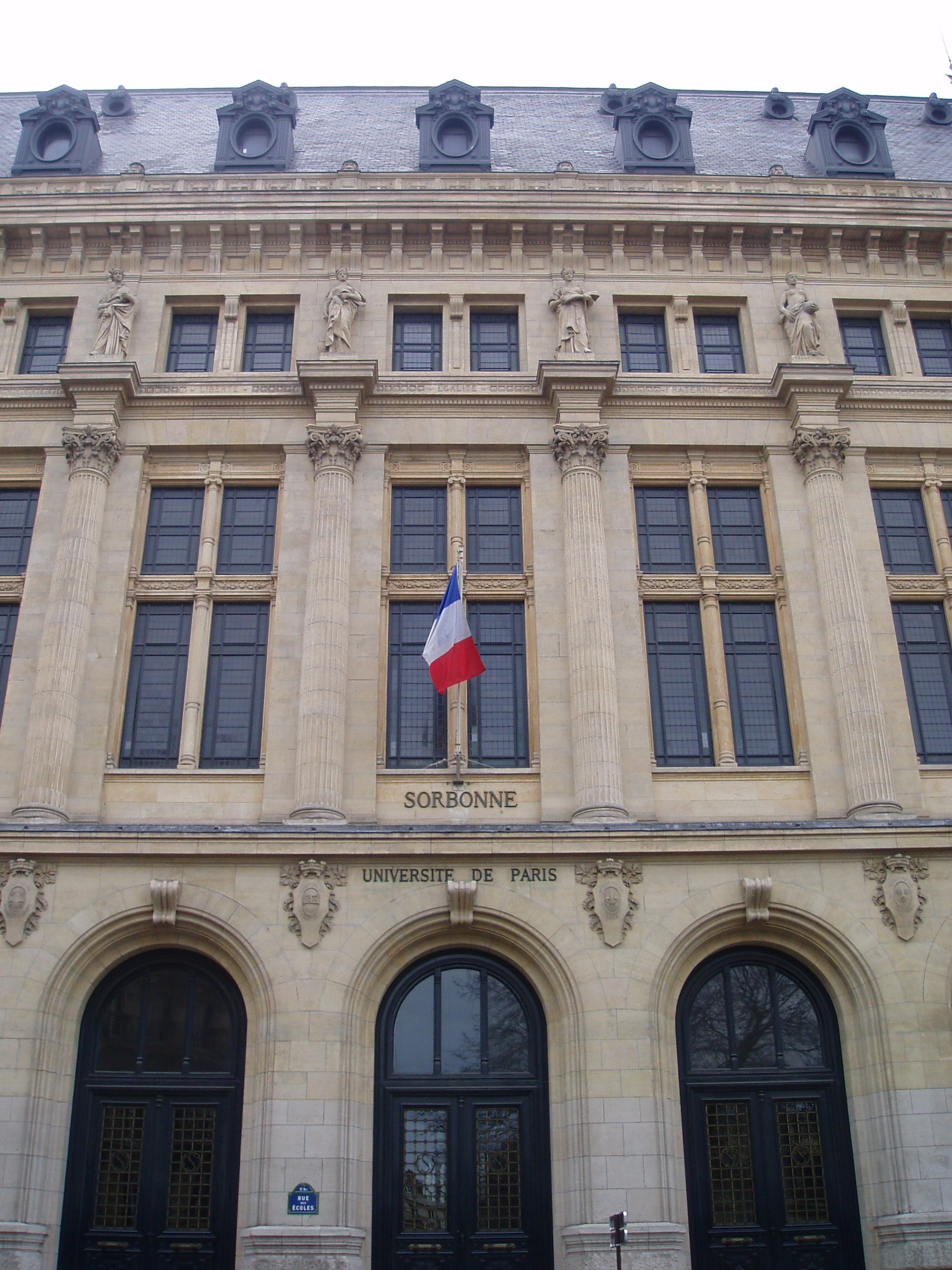
A Sorbonne vista da Rue des Écoles

| Universidade Paris I    | Universidade Paris 1 Panthéon-Sorbonne        | Academia de Paris     | Hautes Études-Sorbonne-Arts et Métiers |
| Universidade Paris‑II   | Universidade Panthéon-Assas                   | Academia de Paris     | —                                      |
| Universidade Paris III  | Universidade Sorbonne Nouvelle                | Academia de Paris     | Sorbonne Paris Cité                    |
| Universidade Paris-IV   | Sorbonne Université                           | Academia de Paris     | Sorbonne Universités                   |
| Universidade Paris-V    | Universidade Paris Cité                       | Academia de Paris     | Sorbonne Paris Cité                    |
| Universidade Paris VI   | Sorbonne Université                           | Academia de Paris     | Sorbonne Universités                   |
| Universidade Paris-VII  | Universidade Paris Cité                       | Academia de Paris     | Sorbonne Paris Cité                    |
| Universidade Paris-VIII | Universidade Paris VIII Vincennes Saint-Denis | Academia de Créteil   | Université Paris Lumières              |
| Universidade Paris-IX   | Université Paris-Dauphine PSL                 | Academia de Paris     | Paris Sciences et Lettres              |
| Universidade Paris-X    | Universidade Paris Nanterre                   | Academia de Versalhes | Université Paris Lumières              |
| Universidade Paris XI   | Universidade Paris-Saclay                     | Academia de Versalhes | UniverSud Paris                        |
| Universidade Paris XII  | Universidade Paris-Est-Créteil-Val-de-Marne   | Academia de Créteil   | Université Paris-Est                   |
| Universidade Paris 13   | Universidade Sorbonne Paris Nord              | Academia de Créteil   | Sorbonne Paris Cité                    |